# 南京牛蛭
南京牛蛭（学名：Poecilobdella nanjingensis）为医蛭科牛蛭属的动物。在中国大陆，分布于江苏等地，多栖息于湿泥中。该物种的模式产地在江苏南京。